# Stenogobius hoesei
Stenogobius hoesei és una espècie de peix de la família dels gòbids i de l'ordre dels perciformes.

## Morfologia
- Els mascles poden assolir 6,1 cm de longitud total.[4][5]

## Hàbitat
És un peix d'aigua dolça, de clima tropical i demersal.

## Distribució geogràfica
Es troba a Oceania: Illes Salomó, Illes de l'Almirallat i l'Arxipèlag de Bismarck.

## Observacions
És inofensiu per als humans.